# Mark Spiro
Mark Spiro (Seattle, 28 marzo 1957 – 28 marzo 2024) è stato un musicista, cantautore e compositore statunitense.

## Biografia
Compose brani per noti artisti quali Julian Lennon, Cheap Trick, REO Speedwagon, Stage Dolls, Don Dokken, Steve Perry, David Lee Roth, Rick Springfield, Heart, Laura Branigan, Bad English, Lita Ford, Mr. Big, Kansas, Winger e Giant. Inoltre intraprese una rilevante carriera da solista. Morì il 28 marzo 2024, giorno del suo 67º compleanno per un carcinoma del polmone.

## Discografia

### Album solisti
- In Stereo (1986)
- Care of My Soul (1994)
- Now Is Then, Then Is Now (1996)
- Devotion (1998)
- The Stuff Dreams Are Made of (1999)
- King of Crows (2003)
- Mighty Blue Ocean (2005)
- It's a Beautiful Life (2012)
- Care of My Soul Vol. 1 (2012
- Care of My Soul. Vol. 2 (2012)